# Центральний банк Нікарагуа
Центральний банк Нікарагуа (ісп. Banco Central de Nicaragua, мискіто Nicaragua pûtka lalahka watla) — центральний банк Нікарагуа.

## Історія
У 1856–1857 роках урядом авантюриста Уокера випущені перші нікарагуанські паперові гроші («військові розписки»).
Відповідно до декрету від 2 квітня 1879 року в 1880 році початий випуск банкнот Національного казначейства. У 1888 році початий випуск банкнот приватних банків, їх випустили Банк Нікарагуа і Сільськогосподарський і торговельний банк.
У 1912 році створений Національний банк Нікарагуа, що отримав виняткове право емісії. Банк почав випуск банкнот в 1913 році.
Законом від 16 вересня 1960 року створений Центральний банк Нікарагуа. Банк почав операції 1 січня 1961 року, випуск банкнот — у квітні 1962 року.